# 新潟県道69号長岡和島線
新潟県道69号長岡和島線（にいがたけんどう69ごう ながおかわしません）は、新潟県長岡市内を通る県道（主要地方道）である。

## 概要

### 路線データ
- 実延長：14,802.1m[1]
- 起点：新潟県長岡市大島本町（国道351号・新潟県道467号宮本大島線交点）
- 終点：新潟県長岡市島崎（国道116号・新潟県道169号寺泊与板線交点）

## 歴史
- 1993年（平成5年）5月11日 - 建設省から、県道長岡和島線が長岡和島線として主要地方道に指定される[2]。

## 路線状況

### 重複区間
- 国道403号（新保交差点 - 千体橋交差点）
- 国道352号（新保交差点 - 大野交差点）
- 新潟県道169号寺泊与板線（長岡市与板町城山1丁目 - 大武交差点で重複）

## 地理

### 通過する自治体
- 長岡市

### 交差する道路
- 国道351号・新潟県道467号宮本大島線（大島交差点、起点）
- 国道351号・新潟県道263号長岡七日市線（古正寺町交差点）（国道351号・新潟県道263号長岡七日市線 重複区間）
- 国道8号 長岡バイパス（寺島交差点）
- 新潟県道166号大荒戸越路線（大荒戸町交差点）
- 国道403号（新保交差点 - 千体橋交差点で重複）
- 国道352号（三国街道）（新保交差点 - 大野交差点で重複）（国道403号重複区間）
- 新潟県道169号寺泊与板線・新潟県道473号槇下南中線（南中交差点）（国道403号 重複区間）
- 新潟県道169号寺泊与板線（長岡市与板町城山1丁目 - 大武交差点で重複）
- 新潟県道443号阿弥陀瀬上条線（長岡市阿弥陀瀬字前田）（新潟県道169号寺泊与板線 重複区間）
- 新潟県道192号久田小島谷線・新潟県道193号出雲崎柿の木小島谷線（長岡市小島谷字中ノ西）（新潟県道169号寺泊与板線 重複区間）
- 新潟県道574号寺泊西山線（島崎交差点）
- 新潟県道277号郷本桐原停車場線（長岡市島崎）
- 国道116号・新潟県道169号寺泊与板線（長岡市島崎・大武交差点、終点）

### 沿線にある施設など
- JR越後線 小島谷駅
- 日本赤十字社 長岡赤十字病院
- 医療法人崇徳会 長岡西病院
- 長岡市役所 和島支所（旧・和島村役場）
- 長岡造形大学
- 長岡市立大島中学校
- 長岡市立大島小学校
- 長岡市立福戸小学校
- 長岡市立和島小学校
- 第四北越銀行
  - 大島支店
  - 島崎支店
  - 長岡西支店
- 長岡信用金庫 大島支店
- 新潟大栄信用組合 和島支店
- JA越後さんとう
  - 本店
  - 中部中央支店
  - 与板支店
  - 北部中央支店
- 長岡大島郵便局
- 福戸郵便局
- 和島郵便局
- 日本エー・エス・エム 長岡工場
- リバーサイド千秋（ショッピングモール）
  - アピタ 長岡店
  - 長岡市役所 市民課 長岡市西サービスセンター
  - T・ジョイ 長岡（シネマコンプレックス）
- イオン 長岡店
  - 長岡イオン郵便局
- 長岡ショッピングモール
  - ジョーシン 長岡古正寺店
  - シューマート 長岡マーケットモール店
- ケーズデンキ 長岡古正寺店
- スーパースポーツゼビオ 長岡店
- 洋服の青山 長岡古正寺店
- 紳士服マスカット 長岡北店
- スーパーオートバックス NAGAOKA
- ヒマラヤ
  - ヒマラヤスポーツ&ゴルフ 長岡店
  - ヒマラヤスポーツ 長岡店別館
- アクシアル リテイリング
  - ナルス 大島店
  - 原信 古正寺店
- アークランズ
  - スーパーセンタームサシ 長岡店
  - ムサシ食品館 長岡店
- クスリのアオキ 大島店
- ドラッグトップス 古正寺店
- クスリのコダマ 長岡古正寺店
- ウエルシア薬局 長岡古正寺店
- 蔦屋書店 長岡古正寺店
- ウオロク 蓮潟店
- 信濃川
- 長岡市信濃川河川公園
- 長岡市営陸上競技場
- 新潟県立近代美術館
- 道の駅良寛の里わしま